# تی‌یوآی‌فلای نوردیک
تی‌یوآی‌فلای نوردیک (به انگلیسی: TUIfly Nordic) یک شرکت هواپیمایی با کد یاتا 6B است که در تاریخ ۱۹۸۵ میلادی تأسیس شده است.
دفتر مرکزی تی‌یوآی‌فلای نوردیک در استکهلم، سوئد واقع شده‌است و قطب این شرکت هواپیمایی در فرودگاه کپنهاگ قرار دارد و به ۲۳ مقصد، پرواز مستقیم انجام می‌دهد.